# Act III (album Death Angel)
Act III – trzeci album studyjny trashmetalowego zespołu Death Angel wydany 10 kwietnia 1990 roku przez wytwórnię Geffen Records.

## Lista utworów
1. „Seemingly Endless Time” (Cavestany) – 3:50
2. „Stop” (Cavestany / Osegueda) – 5:10
3. „Veil of Deception” (Cavestany) – 2:33
4. „The Organization” (Cavestany / Galeon / Osegueda) – 4:16
5. „Discontinued” (Cavestany / Galeon / D. Pepa / G. Pepa) – 5:51
6. „A Room with a View” (Cavestany) – 4:41
7. „Stagnant” (Cavestany / Galeon) – 5:34
8. „EX-TC” (Cavestany / Osegueda) – 3:05
9. „Disturbing the Peace” (Cavestany) – 3:52
10. „Falling Asleep” (Cavestany) – 5:57

## Twórcy
| Death Angel - Mark Osegueda – wokal - Rob Cavestany – gitara, wokal wspierający, produkcja - Gus Pepa – gitara, wokal wspierający - Denis Pepa – gitara basowa, wokal wspierający (6) - Andy Galeon – perkusja, instrumenty, produkcja perkusyjne | Personel - Max Norman – produkcja, inżynieria dźwięku, miksowanie - Tom Zutaut – producent wykonawczy - Stoli Jaeger – inżynieria dźwięku - Chris „Holmes” Puram – inżynieria dźwięku - George Marino – mastering - Caroline Greyshock – zdjęcia |